# Union Square

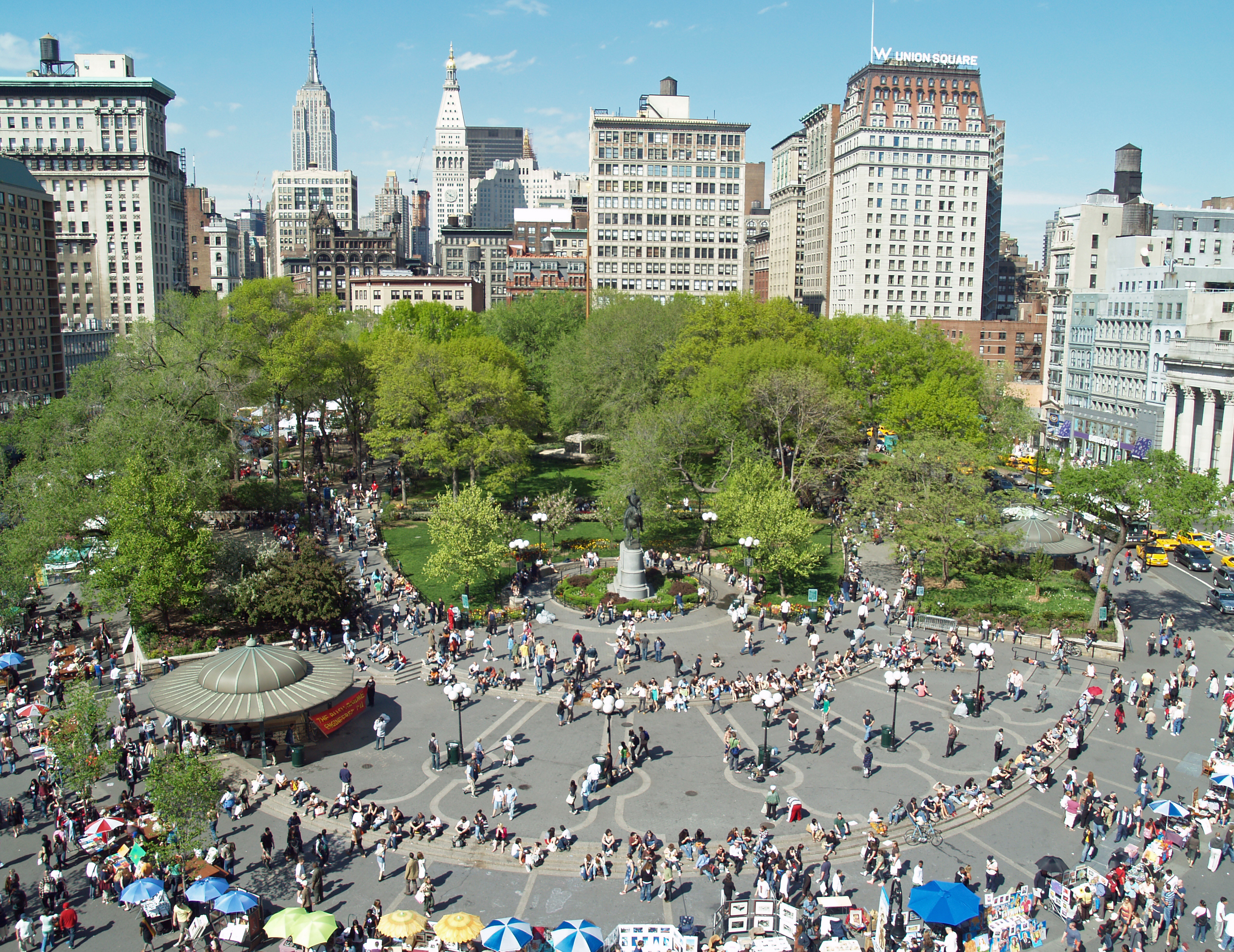
Union Square

Union Square (známé také jako Union Square Park) je důležitá historická křižovatka a náměstí v newyorském Manhattanu. Nachází se v místech, kde se v 19. století spojily Broadway a Bowery. Dnes toto místo ohraničuje 14. ulice na jihu, Union Square West na západě, 17. ulice na severu a Union Square East na východě.
V blízkosti se nachází Flatiron District na severu, Chelsea na východě, Greenwich Village a New York University na jihu a Gramercy na východě.